# أليساندرو سيريجيوني
أليساندرو سيريجيوني (30 سبتمبر 1992 ببلجيكا - ) هو لاعب كرة قدم بلجيكي في مركز الهجوم. لعب مع آود هيفرلي لوفين ولوميل يونايتد.

## وصلات خارجية
- أليساندرو سيريجيوني على موقع الاتحاد البلجيكي (الإنجليزية)
- أليساندرو سيريجيوني على موقع قاعدة بيانات كرة القدم.إي يو (الإنجليزية)
- أليساندرو سيريجيوني على موقع Soccerway.com (الإنجليزية)
- أليساندرو سيريجيوني على موقع عالم كرة القدم.نت (الإنجليزية)